# Arnold Birckmann
Arnold Birckmann (* in Hinsbeck; † 28. April 1541 in Köln) war ein deutscher Buchhändler und – gemeinsam mit seinem Bruder Franz Birckmann – der Begründer einer Kölner Buchhändlerfamilie zur Zeit des Humanismus. Er war bekannt mit Erasmus von Rotterdam.

## Leben und Werk
Arnold Birckmann ist seit 1508 in Köln nachgewiesen: Am 29. Dezember 1510 war er an der juristischen Fakultät der Universität zu Köln immatrikuliert worden. Am 29. Dezember 1511 kauften Arnold und sein älterer Bruder Franz Birckmann in Köln das Haus Blankenburg, das später nach dem Signet der Buchhändlerfamilie (sub pingui gallina = unter der fetten Henne) genannt wurde. Die entsprechende Straße, in der sich die Familie niedergelassen hatte, trägt heute noch den Namen Unter Fettenhennen.
Bereits 1522 erhielt Arnold das Kölner Bürgerrecht.
Der regionale Buchhandel lag zunächst in der Verantwortung von Arnold Birckmann, während Franz für die internationalen Beziehungen verantwortlich war. 1512 hatte die Firma Handelsbeziehungen zu den Niederlanden, Frankreich und England.
Mit ihrem Buchhandel erschlossen die Birckmanns vor allem Absatzmärkte in Nordwest-Europa. Zwischen 1515 und 1526 verfügte die Familie über eine ständige Außenstelle in Antwerpen. Über diesen Platz konnte der Buchexport nach England etabliert werden, wo die Familie Birckmann zu den dominierenden Buchhändlern zur Zeit des Renaissance-Humanismus gehörte.
Arnold war zwischen 1515 und 1518 für die Londoner Niederlassung der Familie und 1519 bis 1523 für den Hauptsitz in Köln verantwortlich. 1525 gründete er in Köln einen eigenen, von seinem Bruder unabhängigen Buchhandel. 1530 gelang es ihm nach dem Tode seines Bruders, den Gesamtbesitz der Firma zu erlangen. 1535 befand sich Arnold Birckmann auf Geschäftsreise in London und wurde Zeuge der Exekutionen von Thomas Morus und John Fisher. Als er 1541 starb, war er, wie Hermann von Weinsberg bemerkt, ein wohlhabender Mann.
Nach seinem Tod führte seine Witwe Agnes bis 1561 das Geschäft weiter, wobei sie die drei Geschäfte in Köln, Antwerpen und London fortführte. Ab Anfang der 50er Jahre firmierte die Firma unter der Bezeichnung „Arnold Birckmann’s Erben“ unter Übernahme der Geschäfte durch die Söhne Arnold Birckmanns: Arnold der Jüngere (* 2. November 1523) und Johann Birckmann (* 9. Februar 1527), die in einem Zeitraum von 20 Jahren über 100 Werke herausbrachten. Arnold Birckmanns dritter Sohn, Theodor Birckmann, wurde Mediziner, unterstützte aber seinen Bruder Johann bei dessen Verlegertätigkeit. 1585 erlosch der Name Birckmann, indem die Firma an Arnold Mylius aus Antwerpen, einen langjährigen, in die Familie Birckmann eingeheirateten Mitarbeiter des Hauses, überging.